# Стів Ізраел
Стівен Дж. «Стів» Ізраел (англ. Steven J. «Steve» Israel; нар. 30 травня 1958, Бруклін, Нью-Йорк) — американський політик-демократ, колишній член Палати представників США від штату Нью-Йорк з 2001 до 2017 року.
Ізраел — син єврейських емігрантів. У 1982 році він закінчив Університет Джорджа Вашингтона. Він працював помічником конгресменів, був обраний до міської ради Гантінгтона у 1993 році, куди входив до 2001 року.
Одружений, має двох доньок.